# Rosanna Norton
Rosanna Norton, geb. White (* 1. Oktober 1944 in Los Angeles, Kalifornien; † 7. Mai 2025 ebenda), war eine US-amerikanische Kostümbildnerin.

## Leben
Rosanna Norton war das älteste von vier Kindern der Dichterin Ann Stanford und des Architekten Roland White. Sie entwarf bereits als Kind erste Kleider, damals für ihre Lieblings-Comic-Figur „Katie Keene“. 
Ihre berufliche Karriere begann sie als Designerin von Konfektionskleidung. Während sie Kunst, Malerei und Drucktechnik an der University of California, Los Angeles studierte, lernte sie ihren späteren Ehemann, den Filmregisseur und Drehbuchautor Bill L. Norton kennen. Als dieser mit dem Drama Cisco Pike (1971) seine erste Regiearbeit übernahm, wirkte Rosanna Norton daran als Kostüm- und Szenenbildnerin (Production Designer) mit. Im weiteren Verlauf ihrer Karriere konzentrierte Norton sich dann ausschließlich auf das Gestalten von Kostümen. Laut eigenen Angaben beruhte ihr Einstieg in die Filmbranche auf Zufall, und ohne freundschaftliche Kontakte zu den Regisseuren Terrence Malick und Brian De Palma wäre sie stattdessen Malerin geworden. Zu ihren frühen Arbeiten als Kostümbildnerin gehörten deren Filme Badlands – Zerschossene Träume (1973), Das Phantom im Paradies (1974) und Carrie – Des Satans jüngste Tochter (1976).
Insgesamt war Norton an mehr als 50 Filmen beteiligt. Zu ihren größten Erfolgen zählt die Kostümausstattung des Science-Fiction-Films Tron (1982), wobei es ihre Aufgabe war, aus vorliegenden Zeichnungen die entsprechenden futuristischen Kostüme anzufertigen. Zusammen mit Eloise Jensson wurde sie für ihren Beitrag an Tron bei der Oscarverleihung 1983 in der Kategorie „Bestes Kostümdesign“ nominiert. Bei der Saturn-Award-Verleihung 1983 erhielten beide außerdem den Saturn Award für das beste Kostüm. In der gleichen Kategorie war Norton bei der Saturn-Award-Verleihung 1995 für das Gestalten der Kostüme des Films Flintstones – Die Familie Feuerstein nominiert.
Norton lebte in Los Angeles, war geschieden und hatte zwei Kinder. Kurzzeitig war sie mit dem Regisseur James Bryan verheiratet. Der letzte Film, an dem sie mitwirkte, war Pool Boys (2009). Danach widmete sie sich ganz der Malerei. 2025 starb sie im Alter von 80 Jahren an Blasenkrebs.

## Filmografie (Auswahl)
- 1971: Cisco Pike (als Rosanna White)
- 1972: The Explorers (Fernsehserie)
- 1973: Badlands – Zerschossene Träume (Badlands)
- 1973: Lemora: A Child’s Tale of the Supernatural
- 1974: Das Phantom im Paradies (Phantom of the Paradise)
- 1976: Carrie – Des Satans jüngste Tochter (Carrie)
- 1977: Outlaw Blues
- 1977: Boogievision
- 1978: I Wanna Hold Your Hand
- 1979: Hals über Kopf (Head Over Heels)
- 1980: Die unglaubliche Reise in einem verrückten Flugzeug (Airplane!)
- 1980: Der lange Tod des Stuntman Cameron (The Stunt Man)
- 1982: Die unglaubliche Reise in einem verrückten Raumschiff (Airplane II: The Sequel)
- 1982: Tron
- 1985: Explorers – Ein phantastisches Abenteuer (Explorers)
- 1986: Nothing in Common – Sie haben nichts gemeinsam (Nothing in Common)
- 1986: Die unglaubliche Entführung der verrückten Mrs. Stone (Ruthless People)
- 1987: Die Reise ins Ich (Innerspace)
- 1989: Loverboy – Liebe auf Bestellung (Loverboy)
- 1989: Meine teuflischen Nachbarn (The 'Burbs)
- 1989: Die Experten (The Experts)
- 1990: RoboCop 2
- 1990: Gremlins 2 – Die Rückkehr der kleinen Monster (Gremlins 2 – The New Batch)
- 1991: Frankie & Johnny (Frankie and Johnny)
- 1994: Flintstones – Die Familie Feuerstein (The Flintstones)
- 1994: Angels – Engel gibt es wirklich! (Angels in the Outfield)
- 1995: Operation Dumbo (Operation Dumbo Drop)
- 1995: Casper
- 1995: Die Brady Family (The Brady Bunch Movie)
- 1996: Die Brady Family 2 (A Very Brady Sequel)
- 1996: Barb Wire
- 1997: Fire Down Below
- 1997: Der Macher (The Maker)
- 1998: The Patriot – Kampf ums Überleben (The Patriot)
- 1999: Detroit Rock City
- 2000: Die Bradys – Wie alles begann (Growing Up Brady, Fernsehfilm)
- 2003: Out for a Kill: Tong Tatoos – Das Tor zur Hölle (Out for a Kill)
- 2009: Pool Boys (The Pool Boys)